# Beringer Randenturm
Der Beringer Randenturm (650 m ü. M.) ist ein 1998 erbauter Aussichtsturm in Stahlfachwerkbauweise oberhalb von Beringen auf dem Randen im Kanton Schaffhausen. Er ist 26 Meter hoch und bietet einen weiten Blick auf den Klettgau und die Alpen.
Die Aussichtsplattform erreicht man über 137 Treppenstufen und sechs Zwischenpodeste. Auf dieser Plattform befinden sich zwei Sitzgelegenheiten und vier Panoramatafeln.
Neben dem Turm befindet sich ein Restaurant und ein Spielplatz.

## Geschichte
Vor dem Bau dieses neuen Turmes stand an der gleichen Stelle ein 18 Meter hoher Turm, der 1884 erbaut worden war.

## Bilder

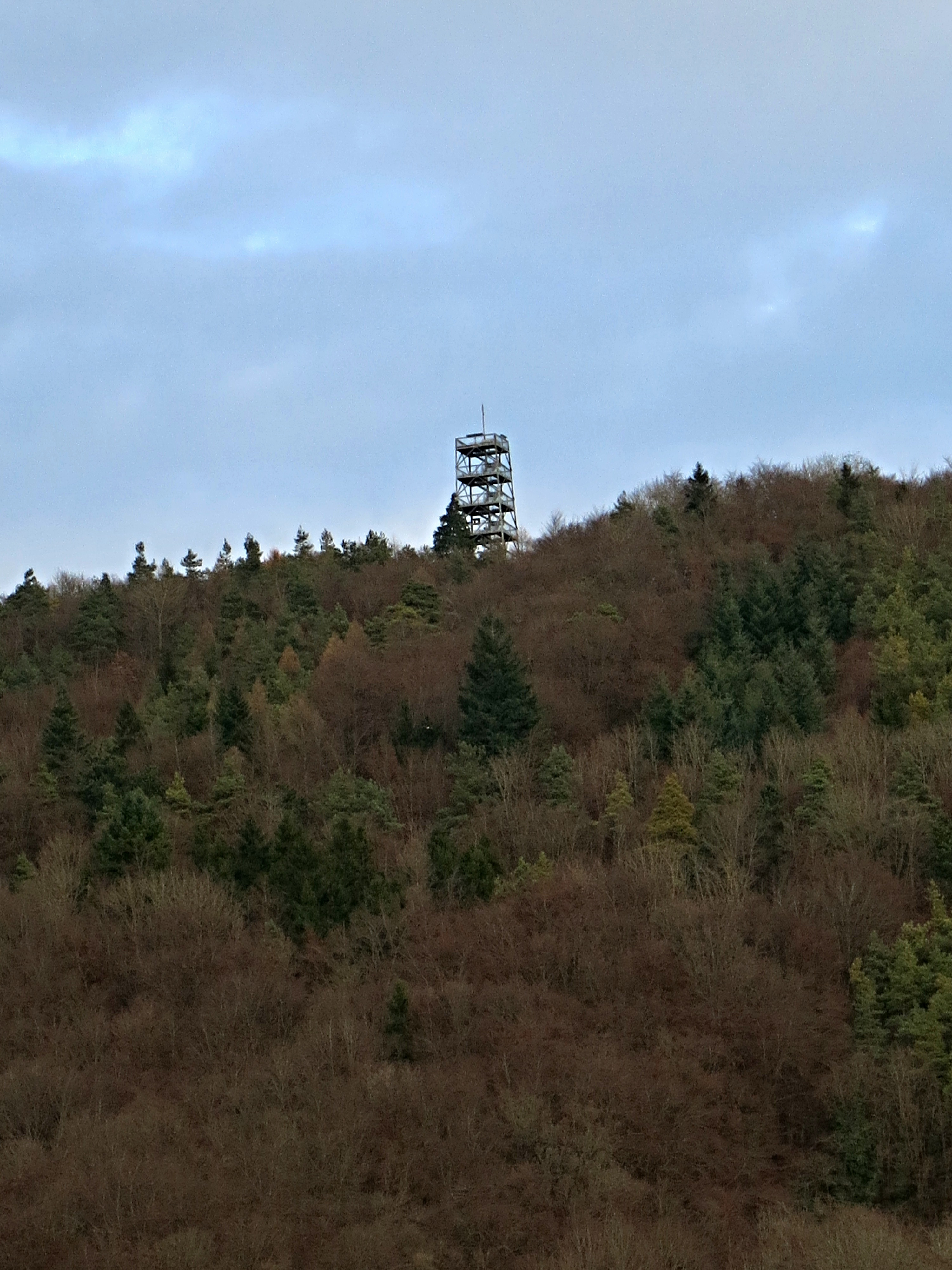
Turm von Beringen aus gesehen
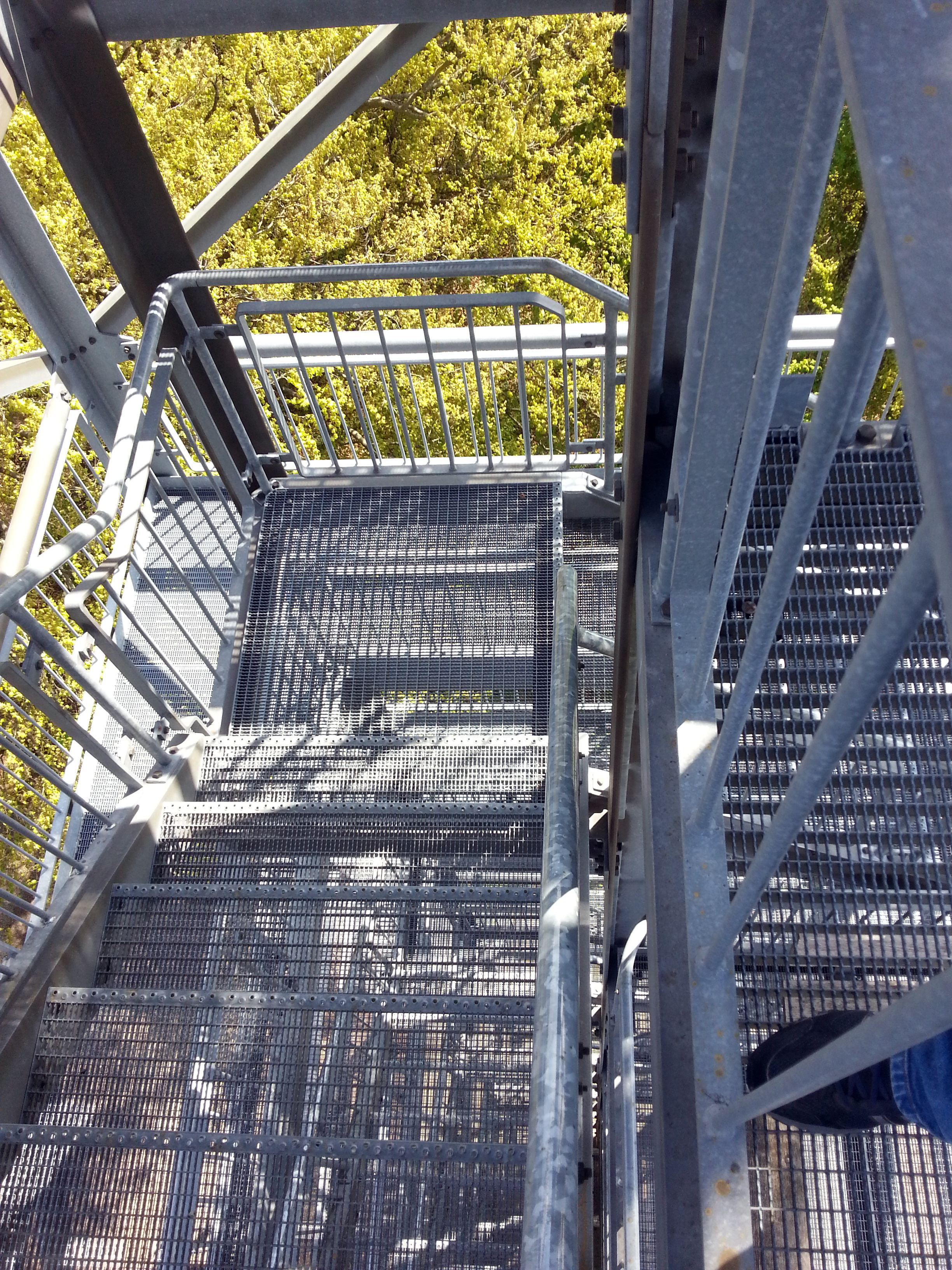
Treppen
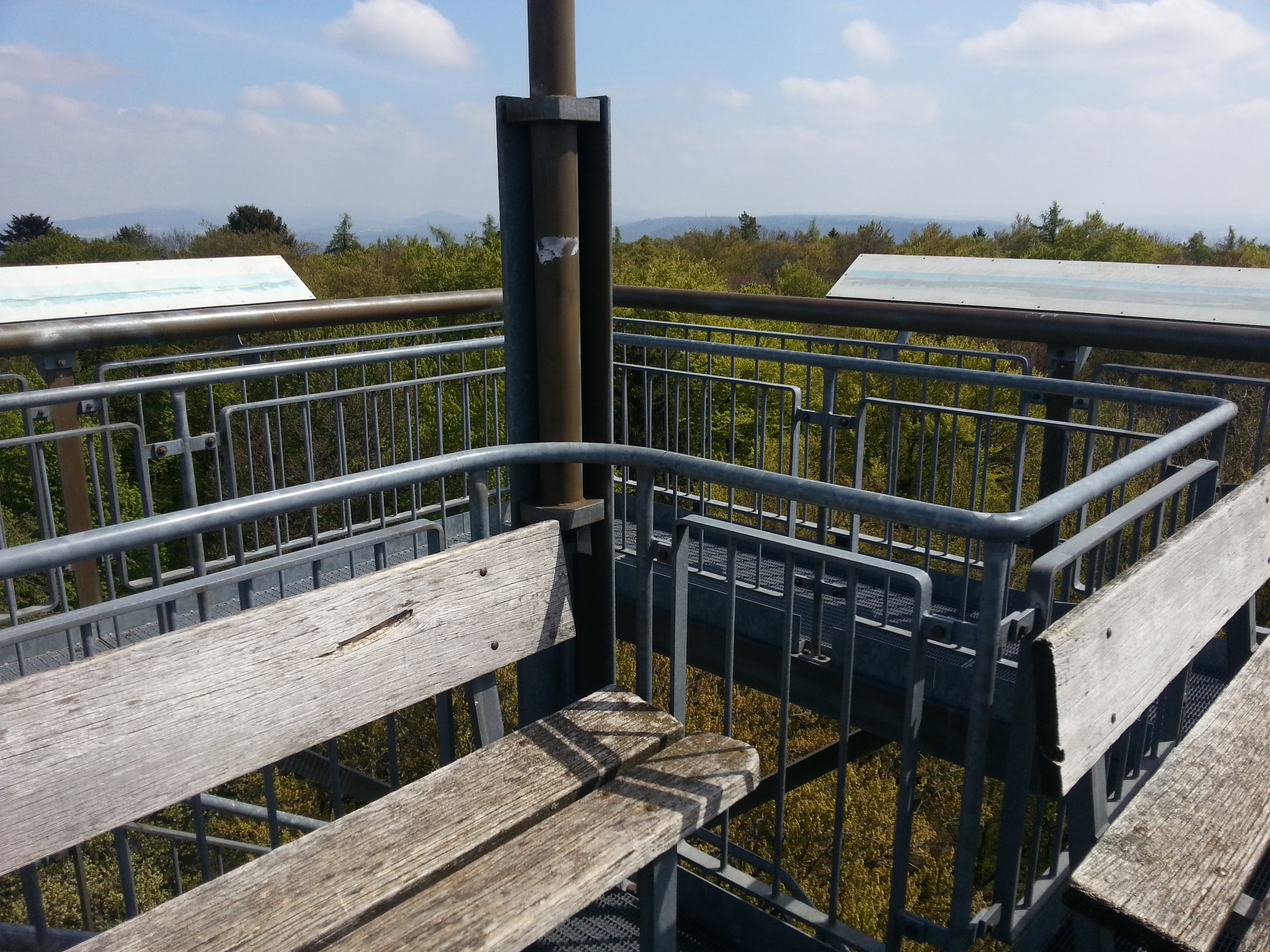
Plattform
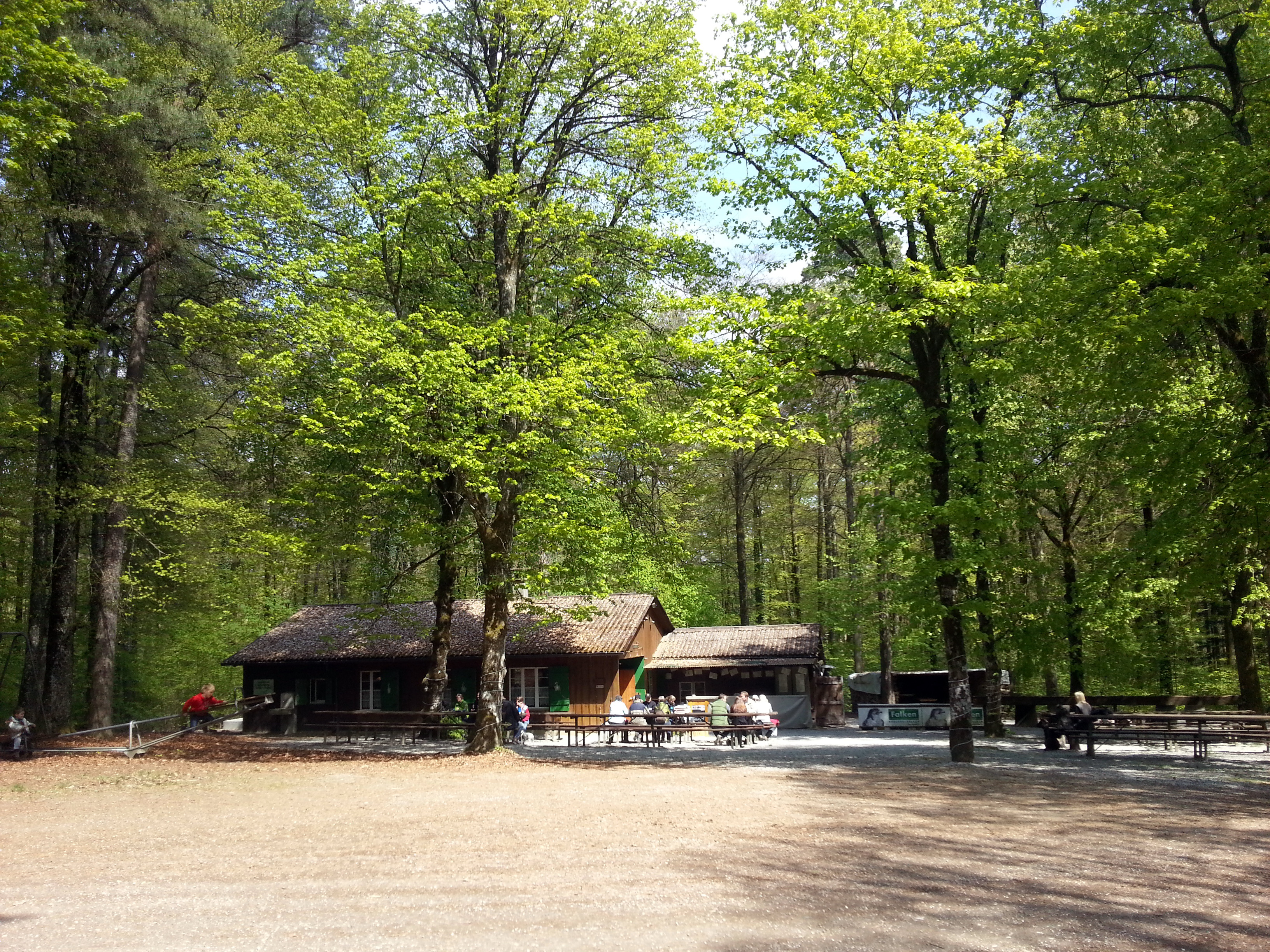
Restaurant
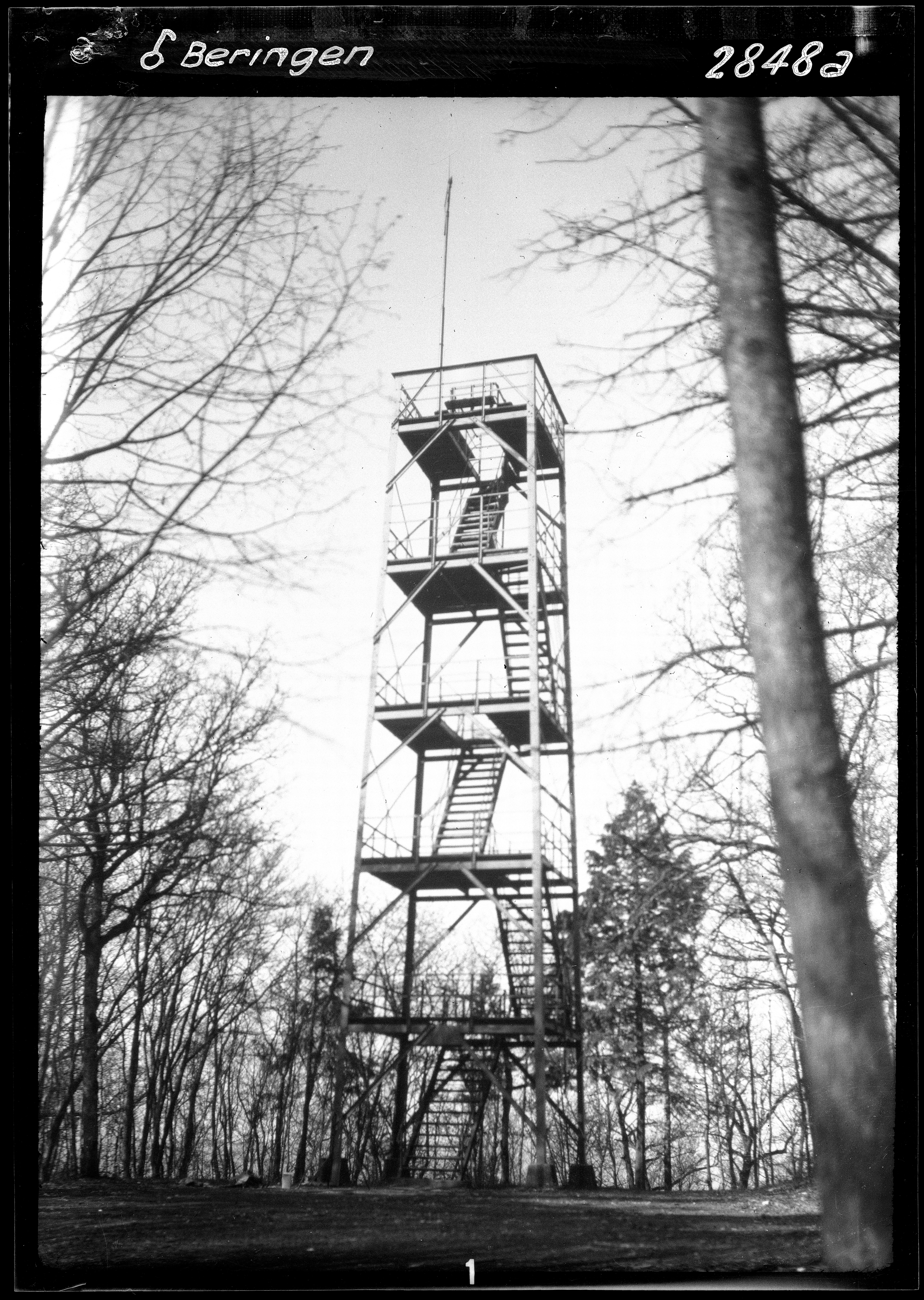
Alter Turm um 1926